# Bamburi Airport
Bamburi Airport är en flygplats i Kenya.   Den ligger i länet Mombasa, i den södra delen av landet, 400 km sydost om huvudstaden Nairobi. Bamburi Airport ligger 15 meter över havet.
Terrängen runt Bamburi Airport är platt. Havet är nära Bamburi Airport åt sydost.  Närmaste större samhälle är Mombasa, 11,1 km sydväst om Bamburi Airport. 